# 高崎圭悟
高崎 圭悟は、日本の起業家。
株式会社REAL JAPAN（リアルジャパン）代表取締役。
研修講師かつインスタグラマー。イスラエル公認観光親善大使。クリスチャン。

## 来歴
群馬県出身。信州大学を卒業後、富士通のグループ会社に就職。
24歳の時に上京し、起業。MLMを開始し、5か月でタイトルホルダーとして東京ドームの表彰式で表彰される。
27歳 バブルサッカー事業、リムジン事業、飲食店「Chocolate Bar TOKYO」を汐留・イタリア街に出店。
33歳の時には、著書『ハイスコア』を出版。発売3か月で発行部数1万部を突破。紀伊国屋ランキング全国1位・Amazonオーディオブックランキング全国1位を獲得。
「和合堂」を田町にカフェ併設店舗をオープン。
34歳 自身の行いを悔い改め、クリスチャンとなる。MLM・飲食店事業・リムジン事業などを廃業。
現在は、研修講師を軸にオンラインサロン運営・自給自足プロジェクトなどを行っている。

## 略譜
- 1985年
  - 群馬県出身。
- 2002年：18歳
  - 信州大学に進学。
- 2004年：20歳
  - スノーボードのJIB大会「S-Effection」にて優勝。大学を卒業後、富士通長野システムエンジニアリングに就職。
- 2007年：23歳
  - ソフトウェア特許を発明者として6件、プロジェクトリーダーとして27件出願。
- 2009年：25歳
  - IT事業の個人事業主として独立。
- 2012年：27歳
  - 株式会社リアルジャパンとして法人化。
- 2014年：29歳
  - バブルサッカー事業に参入。
- 2015年：30歳
  - バブルサッカー業界において、開催回数・開催人数 ともに日本一に。
- 2016年：31歳
  - 汐留にバーを出店。ランチパスポート新橋・虎ノ門エリアで初登場準グランプリ獲得。
  - 講演・研修の講師として7年間で通算700回開催、のべ5万人が受講。
- 2017年：32歳
  - 汐留イタリア街の地域活性化に参画。汐留大学の講師に就任。
- 2018年：33歳
  - 初の書籍＆オーディオブック『ハイスコア 人生は最大限を目指すゲーム』（幻冬舎MC）は、Amazonオーディオブックランキング 全国1位、紀伊国屋全国デイリーランキング 1位、ジュンク堂 ジャンル別ランキング 2位、三省堂有楽町店ランキング 1位、八重洲ブックセンターランキング 1位を獲得。発売3か月で発行部数1万部を突破。
  - 初のクラウドファンディング『誰もが輝けるファッションショーイベント』は達成率179%、400名超満員。グリコ・サントリーが協賛企業となる。
  - 『和合堂』（2002年 - ）を先代から継承し、和喫茶＆オーガニックショップとして三田に出店。(現在は物件を譲渡し、廃業)
- 2019年：34歳
  - イスラエル国観光庁公認「イスラエル親善大使」に就任。
  - クリスチャンとなる。
- 2020年：35歳
  - YouTuberとしての活動を開始。
- 2022年：37歳
  - 第26回参議院議員通常選挙・比例代表に政治団体「ごぼうの党」から立候補し（特定枠7位）、落選[1]。
  - 2冊目の著書『ミッションドリブン ～お金に生きるか、使命に生きるか〜』（1+6出版）を発売。
- 2023年：38歳
  - CPAC JAPAN（J-CPAC）にファシリテーター・パネラーとしてそれぞれ登壇[2]。

## 出演

### テレビ番組

#### 過去の出演番組
- ABChanZoo（2020年3月21日、テレビ東京）[3]
- ぶらり途中下車の旅 (2020年3月14日、日本テレビ)[4]
- news every.（2017年12月21日、日本テレビ）

### ネット番組
- 虎ノ門でごめんなさい（2017年10月27日、FRESH LIVE〈当時AbemaFRESH!〉）[5]
- Abema Prime（2017年1月19日、2017年3月23日、AbemaTV）

### その他
- 2021.1.24 - レインボータウンFM『いいね情報局』経営者心の扉コーナーに出演
- 2021.1.22 - ポッドキャストラジオ番組『経営者の志』に出演
- 2018.10.17 - NewsPicks ハイスコア 人生は最大限を目指すゲーム[6]
- 2018.10.16 - 東京テレビ『News モーニングサテライト』のビジネス書ランキングで著書「ハイスコア」が2位にランクイン
- 2018.5.7 - 雑誌『日経WOMAN』に(株)リアルジャパン社員が掲載
- 2018.3.16 - 文化放送『The News Masters TOKYO 金曜日の秘書たち』に(株)リアルジャパン社員が出演
- 2017.12.19 - 日本テレビ『三人寄れ馬ウマージョ』に、『チョコレートバー東京』が起用
- 2017.10 - 山崎賢人主演映画 『斉木楠雄のΨ難』(株)リアルジャパン所有のリムジンが起用される
- 2017.10.23 - 渋谷クロスFM 『Business Beyond』に出演
- 2017.9.26 - 関西テレビ 『業界ベストセラー』に出演
- 2017.9.5 - AbemaTV 『Abema Prime 火曜日版』で『チョコレートバー東京』の取材時に出演
- 2017.7.17 - 汐留大学公式プロモーションビデオ に出演
- 2017.7.4 - むさしのエフエム 『Boys,be ambitious』に出演
- 2017.6.22 - LINEニュースにチョコレートバー東京が掲載。
- 2017.3 - 神木隆之介主演映画 『3月のライオン』に(株)リアルジャパン所有のリムジンが起用される
- 2016.12.25 - 日本テレビ 『マツコ会議』に出演
- 2016.10.22 - 関西テレビ 『にじいろジーン』に出演
- 2016.9.29 - テレビ東京 『ワールドビジネスサテライト』に出演2016.7.23 フジテレビ 『とくダネ！〜小倉が斬る〜』に出演
- 2007.1 - 信濃毎日新聞 スノーボードイベントの記事に写真付きで掲載

## 書籍
- ハイスコア 人生は最大限を目指すゲーム（2018年10月11日、幻冬舎）ISBN 978-4-3449-1905-1
- ハイスコア1.1 人生は最大限を目指すゲーム（2019年5月1日、銀河書籍）ISBN 978-4-4342-6015-5
- ミッションドリブン ～お金に生きるか、使命に生きるか〜（2022年7月27日、1+6出版）ISBN 978-4991085703 ASIN 4991085705